# Ga Trung Lịch
Trung Lịch (tiếng Trung: 中壢; bính âm: Zhōnglì) là một ga đường sắt ở Đào Viên, Đài Loan do Cục Đường sắt Đài Loan phục vụ. Đây là ga bận rộn thứ ba trong mạng lưới đường sắt của Đài Loan. Đây cũng là điểm cuối theo kế hoạch cho sân bay Đào Viên MRT của tàu điện ngầm Đào Viên.